# 陆谷孙
陸谷孫（1940年3月3日—2016年7月28日），浙江余姚人，翻译家，英语文学研究专家，英语教学权威，尤精于莎士比亚文学研究和英汉词典的编纂。复旦大学外语学院教授、博士生导师，曾经担任过复旦大学外文学院院长。

## 简历
1965年，于复旦大学外文系研究生毕业。
1970年，参加《新英汉词典》编写，是词典的主要设计者和定稿人。
1976年，参加《英汉大词典》（著名的国家哲学社会科学项目）的编写和筹备工作。
1978年，由助教破格提升为副教授。
1985年，提升为教授。
1986年11月，被任命为《英汉大词典》主编。
1984年-1985年，以高级富布赖特学者身份赴美国访问，从事英美语方文学之翻译、教学、研究工作。
1990年成为博士生导师。
1994年9月被授予复旦大学杰出教授。
2016年7月28日，在上海新华医院去世。

## 荣誉
《英汉大词典》曾获得上海市哲学社会科学优秀成果特等奖，中国图书一等奖，上海市优秀图书特等奖，“五个一工程”优秀图书奖等多项奖项。

## 著作
论文：
- 《逾越空间和时间的哈姆雷特》
- 《莎士比亚概览》

共同主编：
- 《新英汉词典》

译作：
- 美国作家欧文·肖《幼狮》
- 英国作家达穆里埃《蝴蝶梦》

校订：
- 《他改变了中国：江泽民传》[3]